# لیگ ملی هاکی در فصل ۰۷–۲۰۰۶
فصل ۰۷–۲۰۰۶ لیگ ملی هاکی نودمین فصل اجرای (هشتاد و نهمین فصل بازی‌ها) لیگ ملی هاکی (ان‌اچ‌ال) بود. جام حذفی استنلی ۲۰۰۷ در ۱۱ آوریل ۲۰۰۷ آغاز و در ۶ ژوئن با پیروزی آناهایم داکس در برابر اتاوا سناتورز، این تیم برای نخستین بار و نخستین تیم از کالیفرنیا به قهرمانی این رقابت‌ها دست یافت.